# イスタンブール (映画)
『イスタンブール』（西: Estambul 65, 英: That Man in Istanbul）は、1965年に公開されたスペインなどヨーロッパ諸国の国際合作による冒険映画。監督はアントニオ・イサシ。出演はホルスト・ブッフホルツなど。

## キャスト
※括弧内は日本語吹替（初回放送1976年2月22日『日曜洋画劇場』）
- トニー・メセナス：ホルスト・ブッフホルツ（松山英太郎）
- ケリー：シルヴァ・コシナ（武藤礼子）
- ビル：マリオ・アドルフ
- エリザベス：ペレット・プラディエ
- シェンク：クラウス・キンスキー